# Kalavasos
Kalavasos (griechisch Καλαβασός, türkisch Kalavason) ist ein Ort in der Republik Zypern mit einem historischen Hintergrund, der bis mindestens in die späte Bronzezeit, also 1200 v. Chr. zurückreicht. Benachbarte Orte sind Tochni im Osten und Mari im Süden.

## Historie

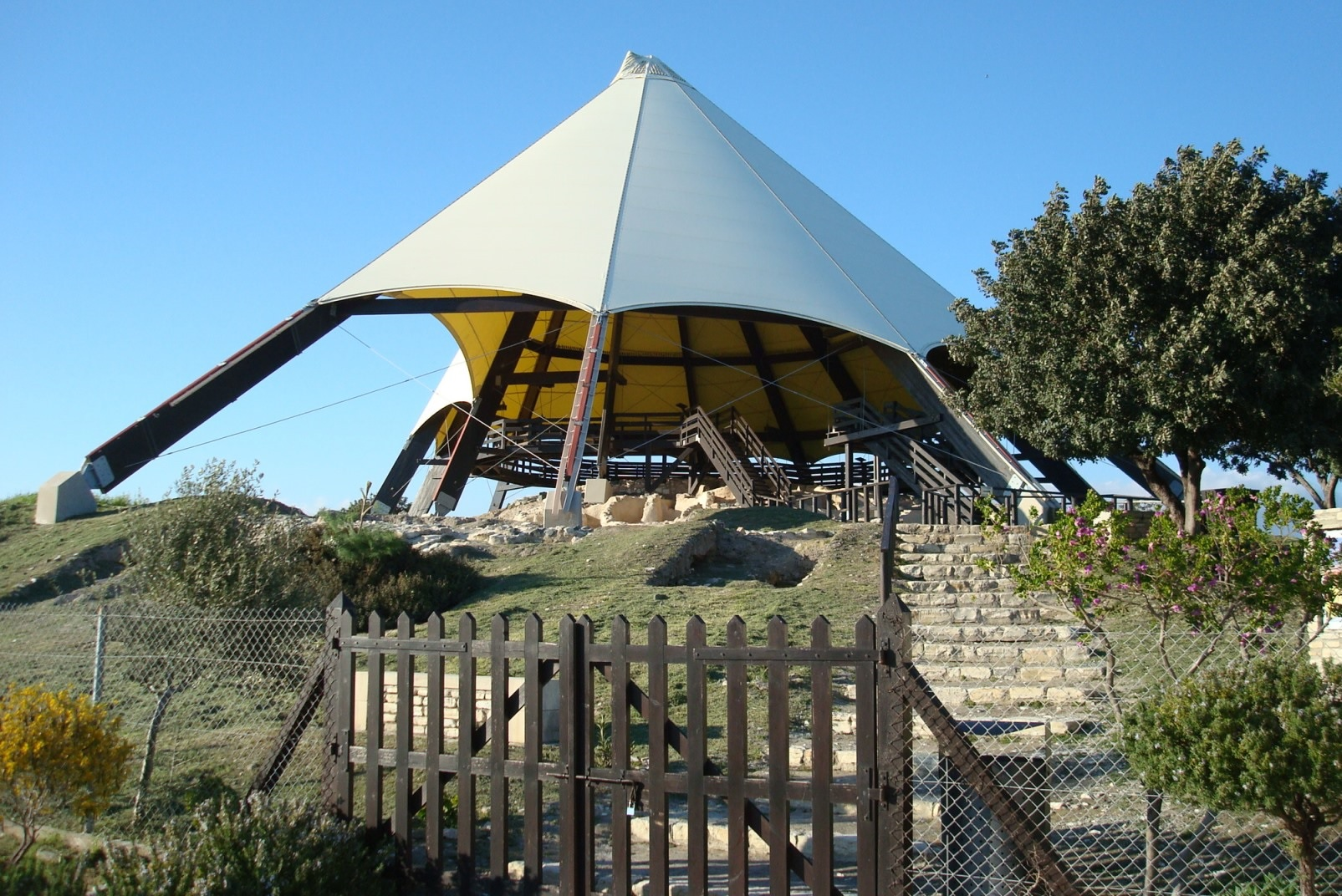
Stätte steinzeitlichen Siedlung von Kalavasos-Tenta (Wetterschutz)

In der Zeit von 7500 bis 5500 v. Chr. befand sich bei Kalavasos die steinzeitliche Siedlung Tenta, die heute besucht werden kann.
Kalavasos scheint nach letzten Erkenntnissen aus antikem Schriftverkehr heraus die einzig noch verbleibende Alternative zu Alašija zu sein, wenn es um die Frage geht, welches die spät-bronzezeitliche Hauptstadt von Zypern war. Für die zugehörige Erforschung ist vor allem das Ausgrabungsgebiet Kalavasos-Ayios Dhimitrios maßgebend.

## Neuzeit
Kalavasos ist ein kleines Dorf mit einem Hotel, Kirche, Moschee, Bank und mehreren Restaurants. Weiterhin gibt es ein Museum. Zum Zeitpunkt der Volkszählung 2021 hatte Kalavasos 880 Einwohner. Zur Infrastruktur für die Versorgung der eigenen Bevölkerung zählt eine Schule mit Grund- und Aufbaustufe.